# Даньсяшань
Даньсяшань (кит.: 丹霞山, піньінь: Dānxiá Shān) — гора в китайській провінції Ґуандун. Як частина рельєфу Данься увійшла до переліку Світової спадщини ЮНЕСКО. Назва перекладається як «Гора Червоної хмари».

## Опис
Загальна площа становить 16800 га (буферна зона — 12400 га). Розташовано у повіті Женьхуа (за 4 км від адмінцентру повіту) провінції Гуандун, на південному схилі гірського масиву Наньлін. В результаті процесів ерозії та вивітрювання утворилися формації незвичайної форми. Найвідомішими є Ян Юаньші (Чоловік-камінь), що нагадує фалос, «Інь Юаньдань» (Жінка-камінь), що нагадує вульву, «Груди-камінь» (на висоті 30 м), «Спляча красуня» (нагадує дівчину, що спить). Загалом Даньсяшань охоплює 380 цікавих місць.

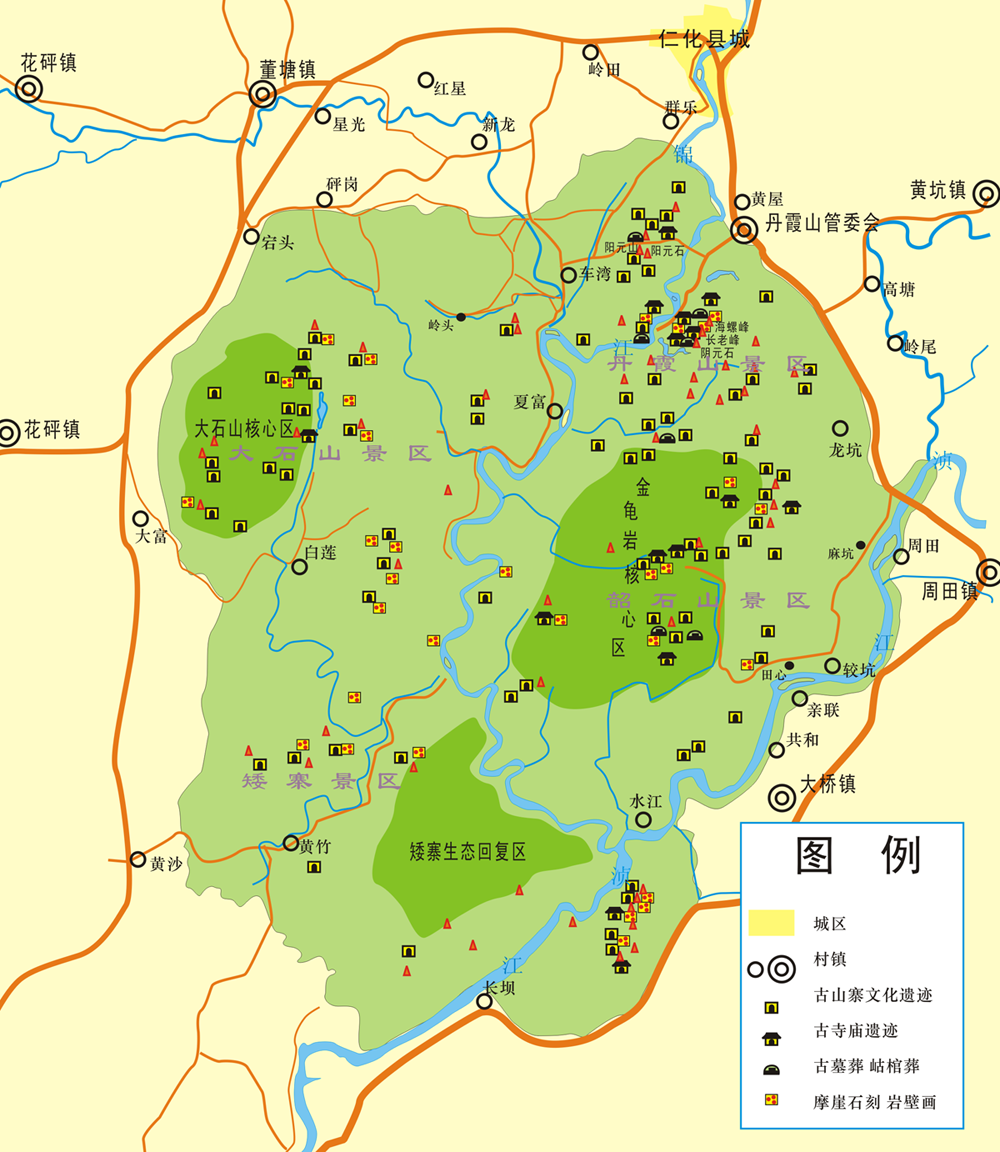
Схема Даньсяшань

Переважає субтропічний вологий, мусонний клімат. Середньорічна температура становить 19.7℃, мінімальна -5.4℃, максимальна 40.9 °C. Липень є найспекотнішим місяцем, коли середня температура сягає 28.3℃, січень є найхолоднішим з середньою температурою 9,5°С. Кількість сонячних годин на рік становить 1721, середньодобова — 4,7 сонячних годин на день, сонячна радіація складає 107,2 ккал/см2. Середньодобова кількість опадів на рік — 1715 мм, за рік опади йдуть 172 дні. Найвища концентрація опадів відбувається у березні — 755 від загальної кількості.
В межах Даньсяшань росте 1706 видів рослин з 778 родів, які представляють 206 родин. З них є 23 види рідкісних та зникаючих, з яких 5 — занесені до Червоної книги МСОП, 16 — Червоної книги КНР. На цій територію присутні 347 видів ендеміків, зокрема Firmiana danxiaensis (родина мальвові), Vaccinium bracteatum (родина вересові), Chiritopsis repanda (родина геснерієві). Разом з тим тут ростуть численні представники роду камелія, помело, болотниць, бамбукових, грибів шіїтаке.
Клімат, наявність водних ресурсів та численних рослин сприяє збереженню фауни цих місць. Вона нараховує 88 видів ссавців, 288 видів птахів, 86 видів рептилій, 37 видів амфібій, 100 видів риб, 1023 види комах. До Червоного списку МСОП занесено 73 види місцевих тварин, 66 видів — до СІТЕС, до Червоної книги КНР — 75 видів.

## Історія
Гора сформувалася в результаті орогенеза Гімалаїв, що розпочався близько 140 млн років тому. Основні контури гори утворилися близько 7 млн років тому (пізній крейдяний період). 2300 років тому відбувалися процеси підйоми земної кори, в результаті чого утворилися піки Даньсяшані.
Складається з шару червоного пісковика, що є результатом горизонтальної тектонічної геоморфології. На формування вплинула ерозія під впливом проточної води численних струмків та процеси вивітрювання. Наявність червоного пісковика надало місцині помітного червоного відтінку. Звідси походить назва самої гори, яка є типовою для рельєфу Данься.
На території виявлені об'єкти людських культур, що мешкали близько 6000 років тому (пізній неоліт). Також знайдені черепи Людини Маба (аналог європейського неандертальця), що сприяє дослідженню процеси появи Homo sapiens.
За правління династії Цзінь з'являються перші буддійські храми біля гори. В часи Династії Північна Сун біля гори з'являються даоські храми. З 1644 року гора слугувала однією з баз мінського генерала Лі Дінго, що боровся проти манчжурських військ. У 1662 році за наказом імператора Кансі з династії Цін тут почали зводити буддійські храми. У 1683 році з'являються нові храми, до 1714 року — 2 жіночі монастирі.
У 1925—1926 роках під час військових дій військ мілітаристів та армії Гоміньдана значна частина монастирів і храмів була пошкоджена, а також пограбована. У 1928 році проведені перші дослідження гори. Роботи очолював Цзе Чжаосюань. У 1934 році за наказом уряду Чан Кайши розпочалися відновлювальні роботи.
За часів КНР тривалий час споруди були занедбані, а територія гори увійшла в підпорядкування бюро з лісового господарству округу Женьхуа. У 1980 році виділені кошти на нову реконструкцію старовинних будівель. Її було завершено у 1984 році.
У 1988 році створено національний парк. У 1995 році рішенням Державної ради утворено національний заповідник Данься. У 2001 році в межах гори утворено національний геопарк. У 2004 році увійшов до Всесвітньої мережі геопарків. У 2010 році включено до переліку Всесвітньої спадщини в Китаї. У 2011 році на базі Даньсяшань проведено міжнародний симпозіум з геоморпфології.
Має найвищу категорію ААААА за Рейтингом туристичних визначних пам'яток. В середньому на рік має 400 тис. відвідувачів.

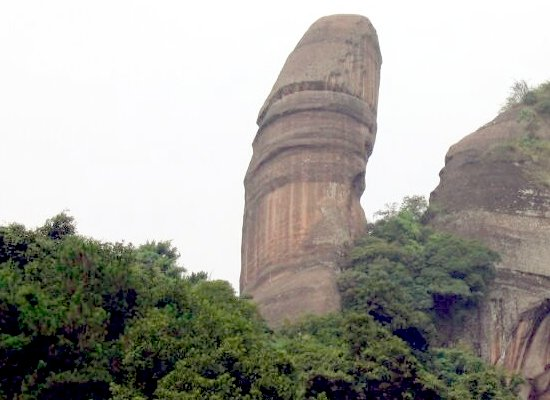
Ян Юаньші
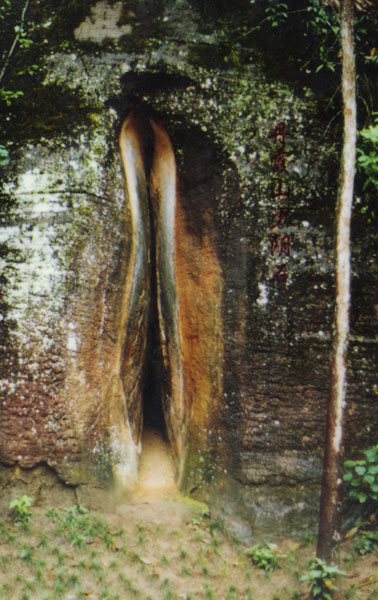
Інь Юаньдань
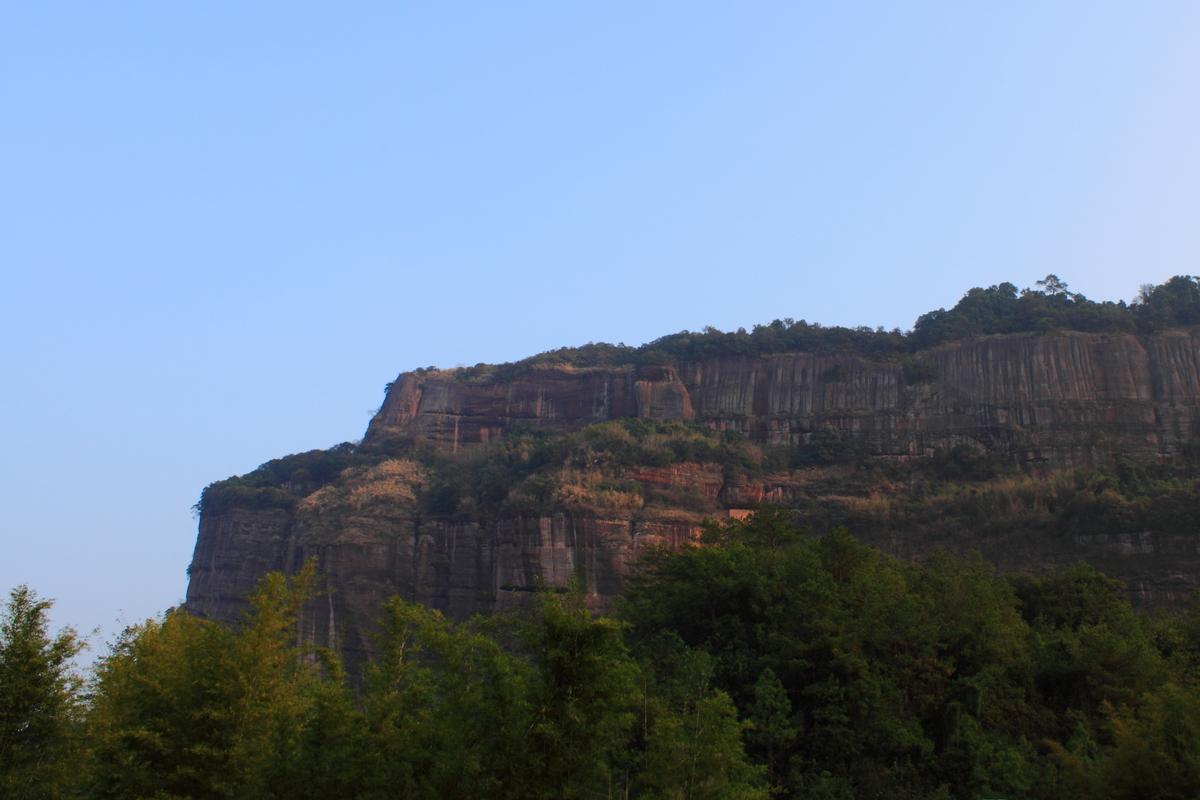
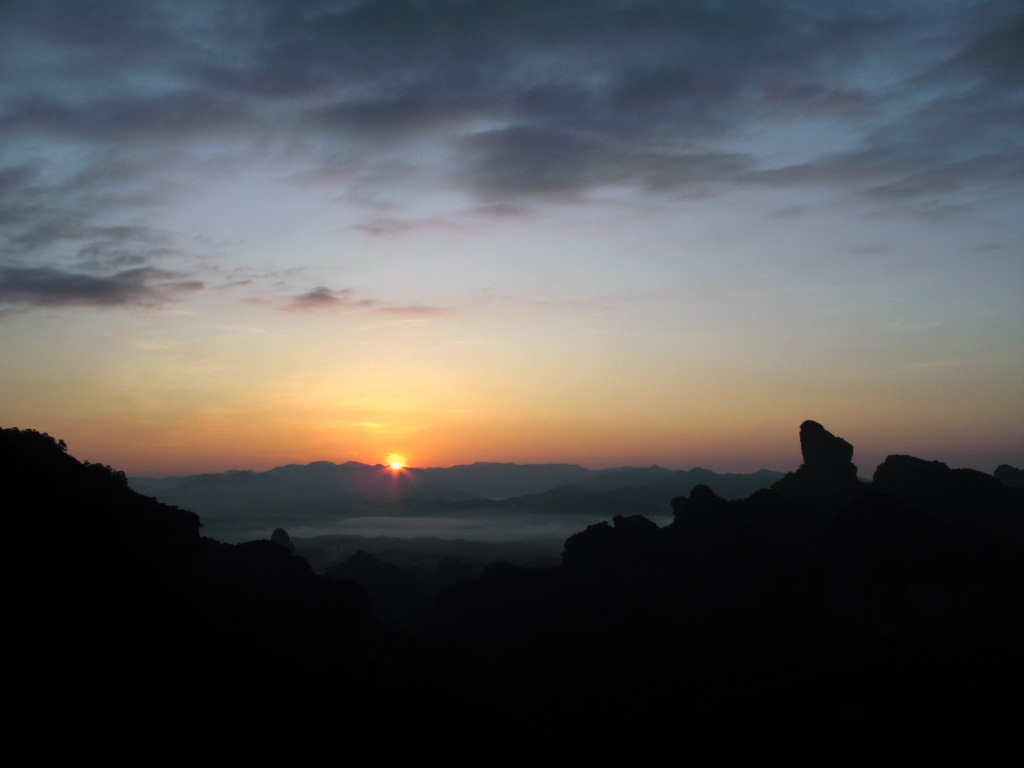
Схід сонця над Даньсяшань